# William Prtic
André Elliot William Prtic, född 25 augusti 1997, är en svensk professionell fotbollsspelare som spelar som försvarare för Ettan-klubben Täby FK.

## Klubbkarriär

### Tidiga år
Prtic startade hans karriär hos AIK Fotbolls akademi. Han gick senare till Täby FK.

### Täby FK
Prtic flyttades till seniorlaget inför säsongen 2016. I hans debutsäsong spelade han 5 matcher och gjorde 1 mål.
Efter säsongen 2019 utsågs Prtic som bästa försvararen i ligan av Unibet. Han återhöll denna titel även säsongen därpå.

## Statistik

### Klubbstatistik
| Klubb                                                 | Säsong            | Inhemsk liga         | Inhemsk liga | Inhemsk liga | Nat. täv. | Nat. täv. | Internat. täv. | Internat. täv. | Totalt | Totalt |
| Klubb                                                 | Säsong            | Serie                | SM           | Mål          | SM        | Mål       | SM             | Mål            | SM     | Mål    |
| ----------------------------------------------------- | ----------------- | -------------------- | ------------ | ------------ | --------- | --------- | -------------- | -------------- | ------ | ------ |
| Täby FK                                               | 2016              | Div 3 Östra Svealand | 5            | 1            | 1         | 0         | 0              | 0              | 6      | 1      |
| Täby FK                                               | 2017              | Div 3 Östra Svealand | 21           | 7            | 0         | 0         | 0              | 0              | 21     | 7      |
| Täby FK                                               | 2018              | Div 2 Norra Svealand | 26           | 3            | 0         | 0         | 0              | 0              | 26     | 3      |
| Täby FK                                               | 2019              | Div 2 Norra Svealand | 23           | 5            | 0         | 0         | 0              | 0              | 23     | 5      |
| Täby FK                                               | 2020              | Ettan Norra          | 19           | 1            | 1         | 0         | 0              | 0              | 20     | 1      |
| Täby FK                                               | 2021              | Ettan Norra          | 3            | 0            | 0         | 0         | 0              | 0              | 3      | 0      |
| Täby FK                                               | 2022              | Ettan Norra          | 6            | 1            | 0         | 0         | 0              | 0              | 6      | 1      |
| Täby FK                                               | Totalt i klubblag | Totalt i klubblag    | 103          | 18           | 2         | 0         | 0              | 0              | 105    | 18     |
| Antal matcher och mål är korrekt per den 12 maj, 2022 |                   |                      |              |              |           |           |                |                |        |        |